# Screw steamer (vapor con hélice)

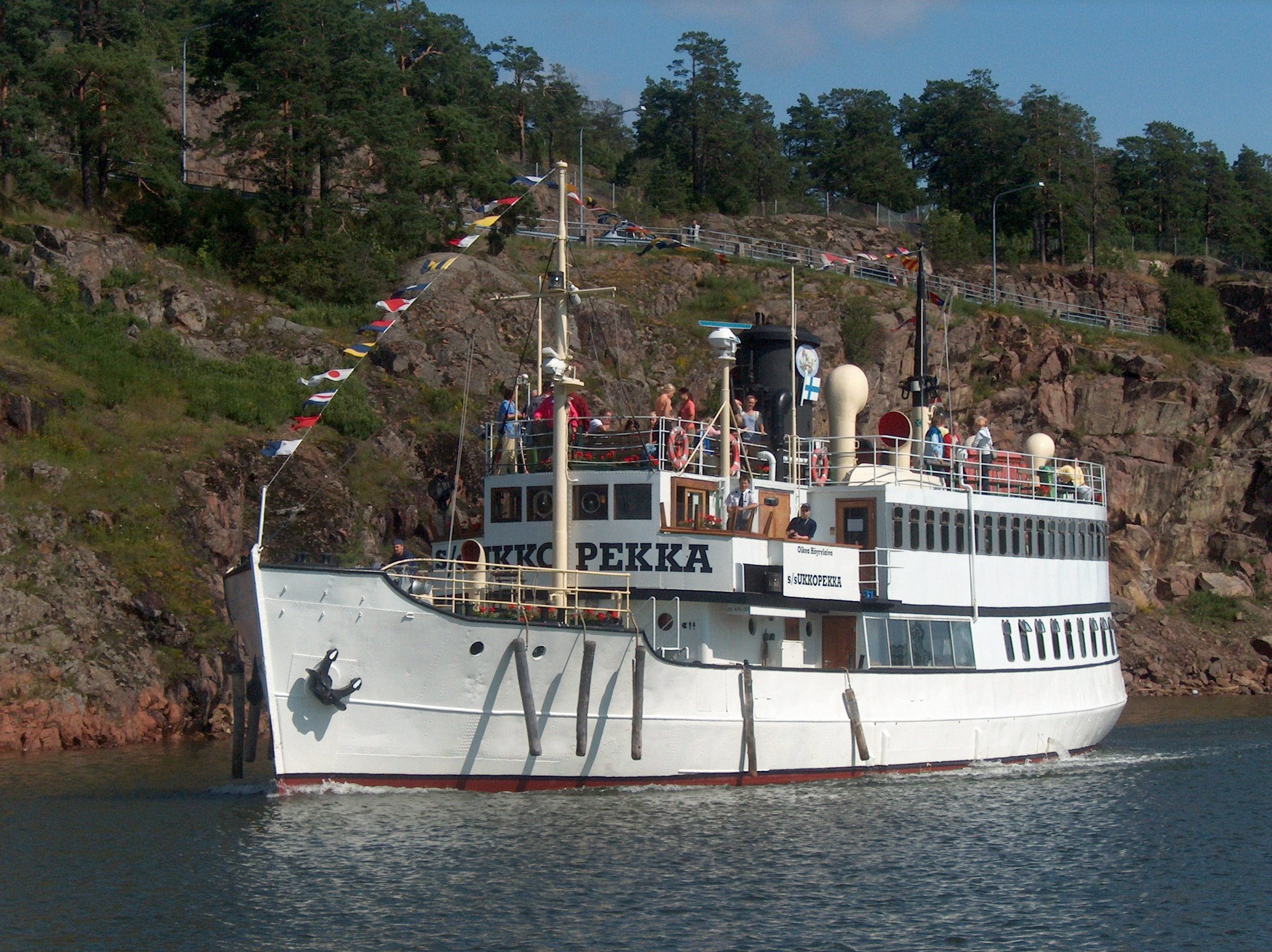
El S/S Ukkopekka, un buque de hélice a vapor finlandés

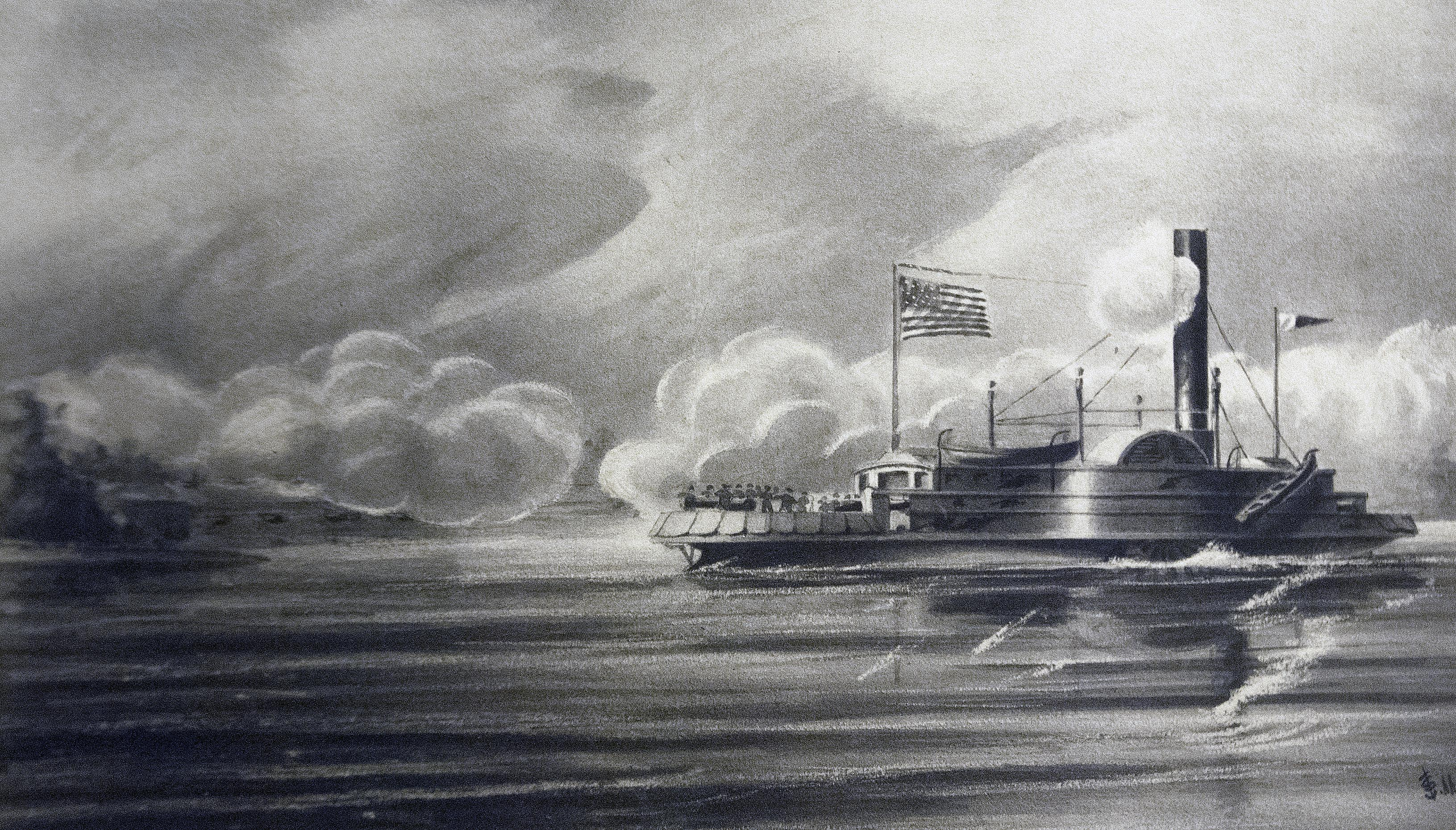
El USS Commodore Hull, un buque estadounidense de ruedas que había servido a los confederados como el S/S Nuestra Señora de Regla.

Un screw steamer o screw steamship es un término inglés, ya no usado, para designar a un barco propulsado por vapor con una o más hélices.
En el siglo XIX, esta designación se usaba para diferenciarlos del vapor de ruedas, un tipo de barco de vapor, todavía más antiguo, que fue ampliamente reemplazado, aunque no del todo, por el vapor de hélice. El prefijo SS se usaba, junto con el nombre del barco, para designar este tipo de navío. 
Muchos barcos famosos eran del tipo screw steamer, incluyendo el RMS Titanic y el RMS Lusitania. Estos enormes monstruos tenían tres o cuatro hélices. Buques con menos de doscientos metros de largo, normalmente solo tenían una o dos hélices.
La propulsión por hélice fue desarrollada primeramente por el inventor sueco John Ericsson para la Armada de los Estados Unidos. Ericsson fue el principal diseñador de los buques de clase monitor.
En 1844, Thomas Clyde se asoció con Ericsson para aplicar su propulsión por hélice a barcos de vapor. Tras varias versiones experimentales, Clyde lanzó el John S. McKim, vapor bihélice, siendo el primer vapor con hélice construido en los Estados Unidos para uso comercial.